# Cristiana Mazzoni
Cristiana Mazzoni (Bolzano, 14 aprile 1963) è un'architetta e teorica dell'architettura italiana.

## Biografia
Cristiana Mazzoni si laurea presso l’Istituto Universitario di Architettura di Venezia (IUAV), dove segue, tra gli altri, l’insegnamento dell’architetto Aldo Rossi. Nel 2000 consegue un dottorato in urbanistica e pianificazione presso l’Università di Parigi 8, con una tesi dedicata all’evoluzione delle forme urbane parigine tra il 1919 e il 1939. Nel 2008 ottiene l’abilitazione alla direzione di ricerca (HDR) presso la stessa università, con un lavoro sulla lettura e comprensione della città nella prospettiva critica della Tendenza.

## Percorso accademico e professionale
Dal 1990 Cristiana Mazzoni svolge attività di insegnamento in numerose scuole superiori di architettura e università, tra cui l’École nationale supérieure d'architecture de Paris-Belleville (ENSAPB) e l’École nationale supérieure d'architecture de Strasbourg (ENSAS). Presso quest’ultima ha diretto, dal 2009 al 2018, il laboratorio di ricerca AMUP (EA 7309 ENSAS-INSA Strasbourg), promuovendo una visione innovativa sul progetto urbano attraverso l’istituzione e la direzione della cattedra franco-cinese in Architecture and Urban Planning & Design, in collaborazione con la CAUP-Tongji University di Shanghai, e della cattedra partenariale «Innovative Metropolitan Mobility», dedicata allo studio della mobilità integrata nelle aree metropolitane. ·  Dal 2018 al 2024 ha assunto la direzione del centro di ricerca UMR AUSser (UMR 3329 MCC-CNRS) presso l’ENSAPB, consolidando le attività di ricerca sull’architettura e la città in un’ottica interdisciplinare e internazionale.  A partire da gennaio 2025, è co-direttrice dell’Institut parisien de recherche : architecture, urbanistique, société (IPRAUS), proseguendo il suo impegno nella promozione della ricerca applicata al progetto urbano e territoriale. All’ENSAPB, dove insegna dal 2018, ha avviato e dirige la cattedra «Métropoles et Architecture des Grands Évènements» (MAGE-Paris 2024), creata in collaborazione con l’UMR AUSser, la CAUP-Tongji University e l’ENSAPB stessa, di cui è anche presidente nella versione franco-cinese. Attraverso questa cattedra, esplora le trasformazioni urbane legate ai grandi eventi internazionali, con un focus sulla dimensione metropolitana e sulle pratiche progettuali che ne derivano.
Al di fuori della Francia, nel corso della carriera accademica Mazzoni ha insegnato come professoressa invitata in Italia, Germania, Francia, Spagna, Stati Uniti e Cina, tenendo conferenze presso università europee e asiatiche, tra cui Shanghai, Nanchino, Guangzhou e Dalian. La sua attività scientifica si articola in tre ambiti principali: lo sviluppo metropolitano, la pianificazione regionale e il progetto urbano (con un focus su mobilità innovativa, infrastrutture ferroviarie e stazioni); lo studio morfologico e tipologico degli isolati a corte nelle città europee e mediterranee; le teorie architettoniche e urbane olistiche tra XX e XXI secolo.
Oltre all’attività accademica, Cristiana Mazzoni è architetta iscritta all’Ordine degli Architetti dell’Île-de-France. Il suo impegno progettuale si è espresso attraverso la fondazione, alla fine degli anni novanta, insieme a Yannis Tsiomis, dell’atelier CMYT – Architecture Urbaine (2008-2018), per poi proseguire con l'istituzione dell’Atelier CMT – Conception, Maîtrise d’œuvre, Technique, e con la collaborazione nella veste di Senior Expert con CMYT R&D e, infine, come consulente scientifica per Comet Lab, struttura orientata alla ricerca e innovazione in architettura urbana. È inoltre corrispondente estera per le riviste italiane di architettura Trasporti & Culturae Area: Rivista internazionale di architettura e arti del disegno.
Autrice di oltre dieci libri e più di novanta articoli su teoria e pratica dell’architettura, dell’urbanistica e del paesaggio, ha esposto i suoi lavori di ricerca, insegnamento e professionali alla Biennale di Architettura di Venezia del 2018, all’interno del programma «Space Time, Existenz» presso Palazzo Bembo.

## Pubblicazioni
Di seguito si propone una selezione di pubblicazioni di Mazzoni:
- Gares. Architectures 1990-2010 (2001). Arles: Actes Sud. ISBN 9782742732630 (autrice)
- Stazioni. Architetture, 1990-2010 (2001). Milano: Federico Motta. ISBN 9788871793108 (autrice)
- De la ville-parc à l’immeuble à cour ouverte. Paris 1919-1939 (2002). Villeneuve d’Ascq: Presses universitaires du Septentrion. ISBN 9782729542191 (autrice)
- Stazione-ponte a Basilea – SBB Basel. Cruz/Ortiz/Giraudi/Wettstein (2005). Firenze: Alinea. ISBN 9788881259625 (autrice)
- Les Cours: De la Renaissance italienne au Paris d'aujourd'hui (2007). Arles: Actes Sud. ISBN 9782742762385 (autrice)
- Paris, Métropoles en Miroir. Stratégies urbaines en Ile-de-France (2012). Parigi: La Découverte. ISBN 9782707173911 (curato con Yannis Tsiomis)
- La Tendenza, une avant-garde italienne. 1950-1980 (2013). Marsiglia: Parenthèses. ISBN 9782863642863 (autrice)
- Strasbourg métropole, Ourlets Urbains dans la ville-mosaïques (2014). Parigi: Éditions La Commune. ISBN 9791094148013 (curato con Andreea Grigorovschi)
- La ville Parfaitement Imparfaite : mélanges offerts à Michaël Darin (2014). Parigi: Éditions La Commune. ISBN 9791094148020 (curato con Anne-Marie Châtelet e Michel Denès)
- Strasbourg métropole. Images et Récits pour la ville archipel (2014). Parigi: Éditions La Commune. ISBN 9791094148006 (co-autrice con Luna D'Emilio)
- Shanghai, ville kaléidoscopique (2017). Parigi: Éditions La Commune. ISBN 9791094148044 (curato con Andreea Grigorovschi, Lang Fan e Yang Liu)
- Le Grand Paris à l’heure des JOP 2024 (2023). Parigi: La Découverte. ISBN 9791094148167 (curato con Joanne Vajda)
- Écologie riveraine : la Seine-Saint-Denis à horizon 2030 (2023). Parigi: Éditions La Commune. ISBN 9791094148129 (curato con Cyrille Hanappe e Béatrice Mariolle)